# ایستگاه روپونگی
ایستگاه روپونگی (به لاتین: Roppongi Station) یک ایستگاه قطار در ژاپن است که در روپونگی واقع شده‌است.